# لویو
«لوو» (Lwów)، «لووف» (Lvov) و «لمبرگ» (Lemberg) به اینجا هدایت می‌شوند. برای دیگر کاربردها، لوو (ابهام‌زدایی)، لووف (ابهام‌زدایی) و لمبرگ (ابهام‌زدایی) را ببینید.

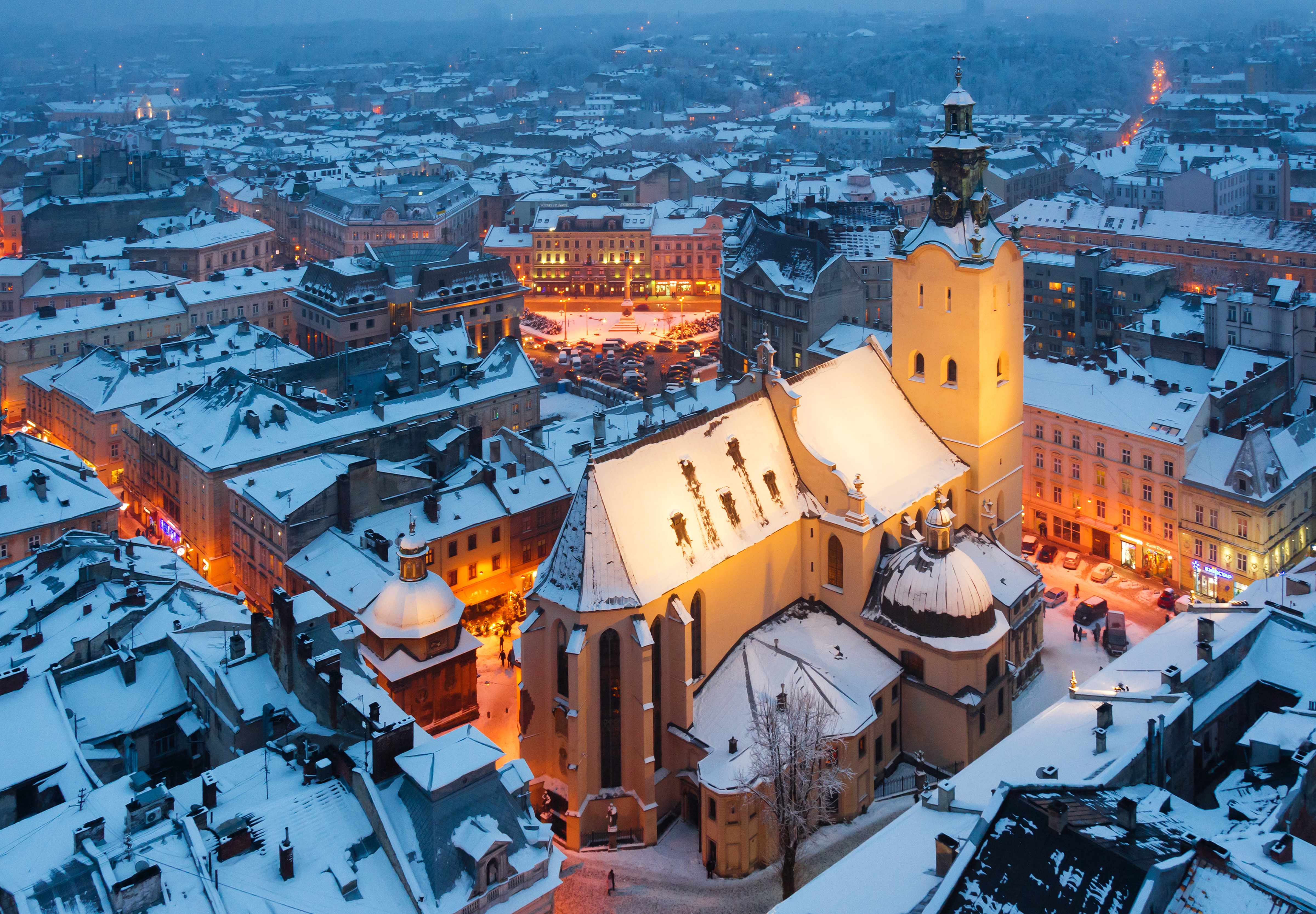
نمایی زمستانی از مرکز شهر لووف و بازیلیکای عروج (en) در اوکراین.

لِویو (به اوکراینی: Львів؛ [lʲʋiu̯] ()) و یا لووف (به روسی: Львов)(به لهستانی: Lwów) شهری در غرب اوکراین است.
این شهر مرکز استان لویو است.
سابقا، این شهر بالاخص در میان ساکنین یهودی آن، با نام لمبرگ (به ییدیش: לעמבעריק - Lemberik)(به آلمانی: Lemberg) نیز شناخته می شد.

## مشخصات و وضعیت شهر
لویو یکی از مراکز فرهنگی اوکراین است. جمعیت لویو ۸۶۰٫۰۰۰ نفر می‌باشد. ۸۸٪ جمعیت لویو اوکراینی، ۸٪ روسی، ۱٪ لهستانی و مابقی از کشورهای دیگر می‌باشند. روزانه ۲۰۰٫۰۰۰ نفر برای رفتن به سر کار خود به لویو آمد و شد می‌کنند.
این شهر را آلمان‌ها لمبرگ و ایتالیایی‌ها و اسپانی‌ها لئو پلیس و روس‌ها و لهستانی‌ها لووف می‌نامند.
لویو صنعتی‌ترین شهر غرب اوکراین است. صنایع ساخت اتوبوسهای الکتریکی و مراکز نرم‌افزارهای رایانه ایی و ساخت اتومبیل‌های لاز (laz) مهم‌ترین صنایع این شهر هستند.
بیشترین سرمایه‌گذاری مستقیم خارجی انجام شده در این شهر و به‌طور کلی استان لویو توسط لهستان انجام شده‌است. با این حال دستمزد سالانه لویو از میانگین کشور اندکی کمتر است و دلیل ان استقرار صنایع اصلی در شرق اوکراین است.
در زمینه علم و دانش شهرت لویو را باید در مکتب مشهور ورشو-لویو دید که یک مکتب مشهور در فلسفه منطق است.
ایوان فرانکو، میخایلوف هرشکی و جوزفین جکسون از مشهورترین شخصیتهای علمی و ادبی این شهر هستند و البته تصویر هرشکی تاریخدان بر روی یکی از اسکناسهای اوکراین نقش بسته‌است.

## تاریخچه
تاریخچهٔ این شهر این نکته را این‌گونه بازگو می‌کند که لویو تحت کنترل و حکومت کشورهای مختلفی مثل آلمان نازی، لهستان و امپراتوری اتریش-مجارستان بوده‌است.
در زمان دولت رایش سوم المان مذاکراتی با لهستانی‌ها انجام شد که طبق ان دولت هیتلر به لهستان پیشنهاد داد در صورتی که غرب لهستان به المان ضمیمه شود آنها شرایط را برای الحاق غرب اوکراین از جمله لویو به لهستان فراهم کنند. البته این مذاکرات قبل از شروع جنگ دوم جهانی بوده‌است و لهستان موافقت نکرد.
از سال ۱۲۰۰ تا ۱۹۴۵ این شهر متعلق به لهستان بوده‌است. در این دوران، اکثر جمعیت شهر را لهستانی‌ها تشکیل می دادند. در سال ۱۹۳۱ میلادی، از جمعیت حدودا ۳۰۰ هزار نفری شهر، حدود ۶۵٪ آن را لهستانی‌ها تشکیل می دادند. یهودیان دومین گروه بزرگ ساکن شهر را، با حدود ۲۵٪ جمعیت، و بقیه جمعیت، حدود ۱۰٪ را اوکراینی‌ها تشکیل می دادند.
تا پیش از جنگ دوم جهانی، لویو یکی از شهرهای آباد و پرجمعیت یهودی در منطقهٔ‌ گالیسیا بوده است. در سال ۱۹۳۱ میلادی، جمعیت یهودی شهر حدود ۷۵ هزار نفر، و در سال ۱۹۴۱ میلادی، ۱۰۰ هزار نفر تخمین زده شد، جمعیتی معادل یک چهارم جمعیت شهر.
در طول جنگ دوم جهانی و هولوکاست، جمعیت یهودی شهر، یا به اردوگاه مرگ بلزک منتقل شده و یا در خود شهر توسط قوای آلمانی و همینطور همدستان اوکراینی آنها، قتل عام شدند. از جمله این کشتارها، پوگروم‌های لووف توسط قوای ملی‌گرای اوکراین (او-اوو-اِن) بود. در پایان جنگ جهانی دوم، جمعیت ۱۰۰ هزار نفری یهودی شهر تقریبا به طور کامل نابود شد، و از جمعیت ۱۰۰ هزار نفری پیش از جنگ، بین ۲۰۰ تا ۸۰۰ نفر جان به در بردند.
در طول جنگ جهانی دوم، شبه نظامیان ملی گرای اوکراینی متحد با آلمان نازی، علاوه بر کمک به کشتار یهودیان، دست به قتل عام گستردهٔ لهستانی‌تباران در منطقه و شهر لویو نیز زدند.
پس از جنگ دوم جهانی، با انتقال لویو از لهستان به اوکراین شوروی، پیروی سیاست‌های همگون‌سازی جمعیتی، جمعیت لهستانی‌تبار لویو از شهر اخراج شده و به درون مرزهای لهستان منتقل شدند. این لهستانی‌ها در اراضی سابقا آلمانی که به غرب لهستان ملحق شده و جمعیت آلمانی‌تبار آنها اخراج شده بود، ساکن شدند.